# Oratorio della Beata Vergine Addolorata
L'oratorio della Beata Vergine Addolorata è un luogo di culto cattolico dalle forme neoclassiche situato in località Bruschi di Sotto a Carniglia, frazione di Bedonia, in provincia di Parma e diocesi di Piacenza-Bobbio; è sussidiario della parrocchiale di Santa Giustina di Carniglia e fa parte del vicariato della Val Taro e Val Ceno.

## Storia
L'oratorio, dedicato alla beata Vergine Addolorata, fu costruito in stile neoclassico nella prima metà del XIX secolo, a poca distanza dal piccolo borgo montano.

## Descrizione

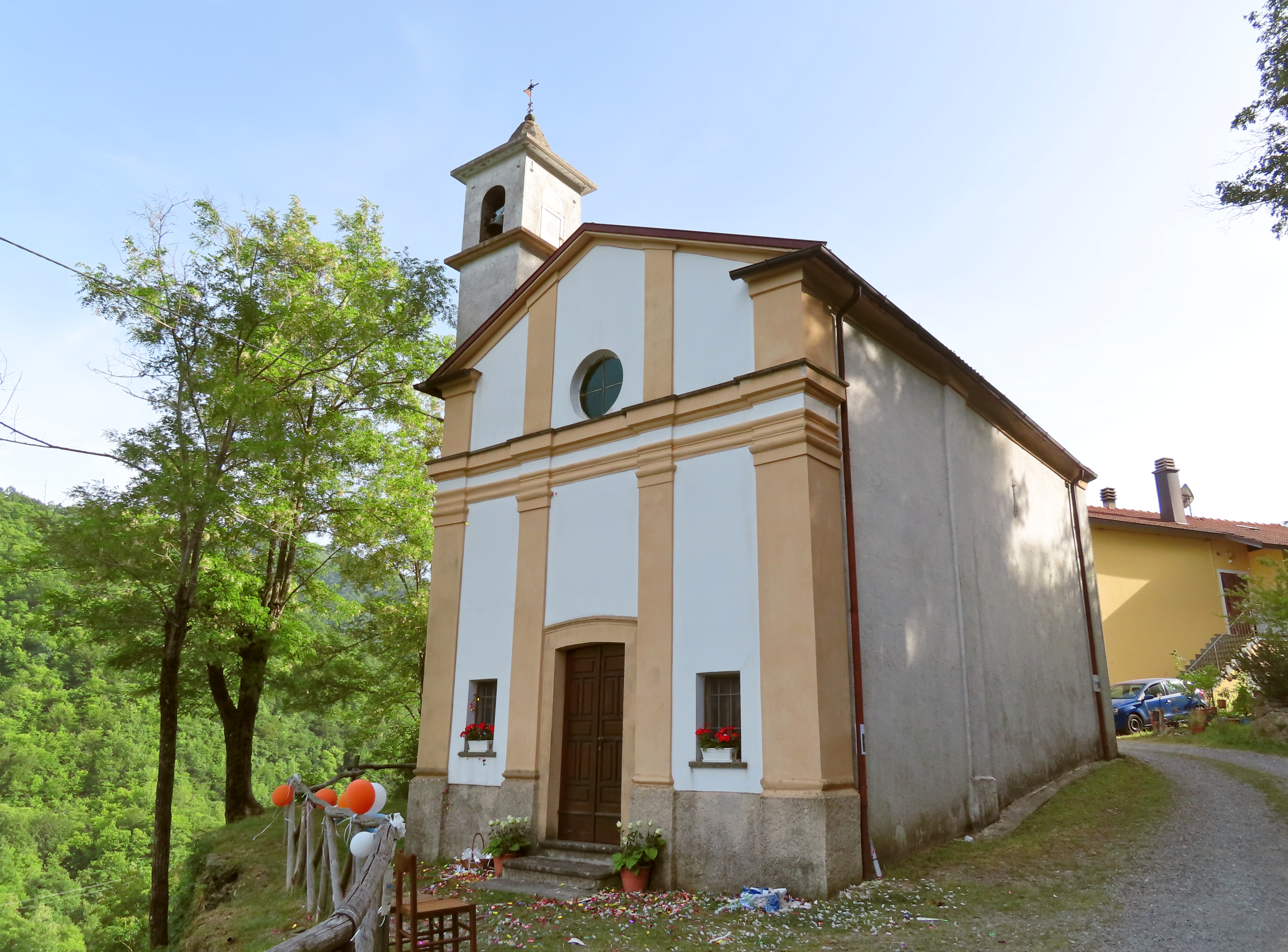
Facciata e lato nord-ovest

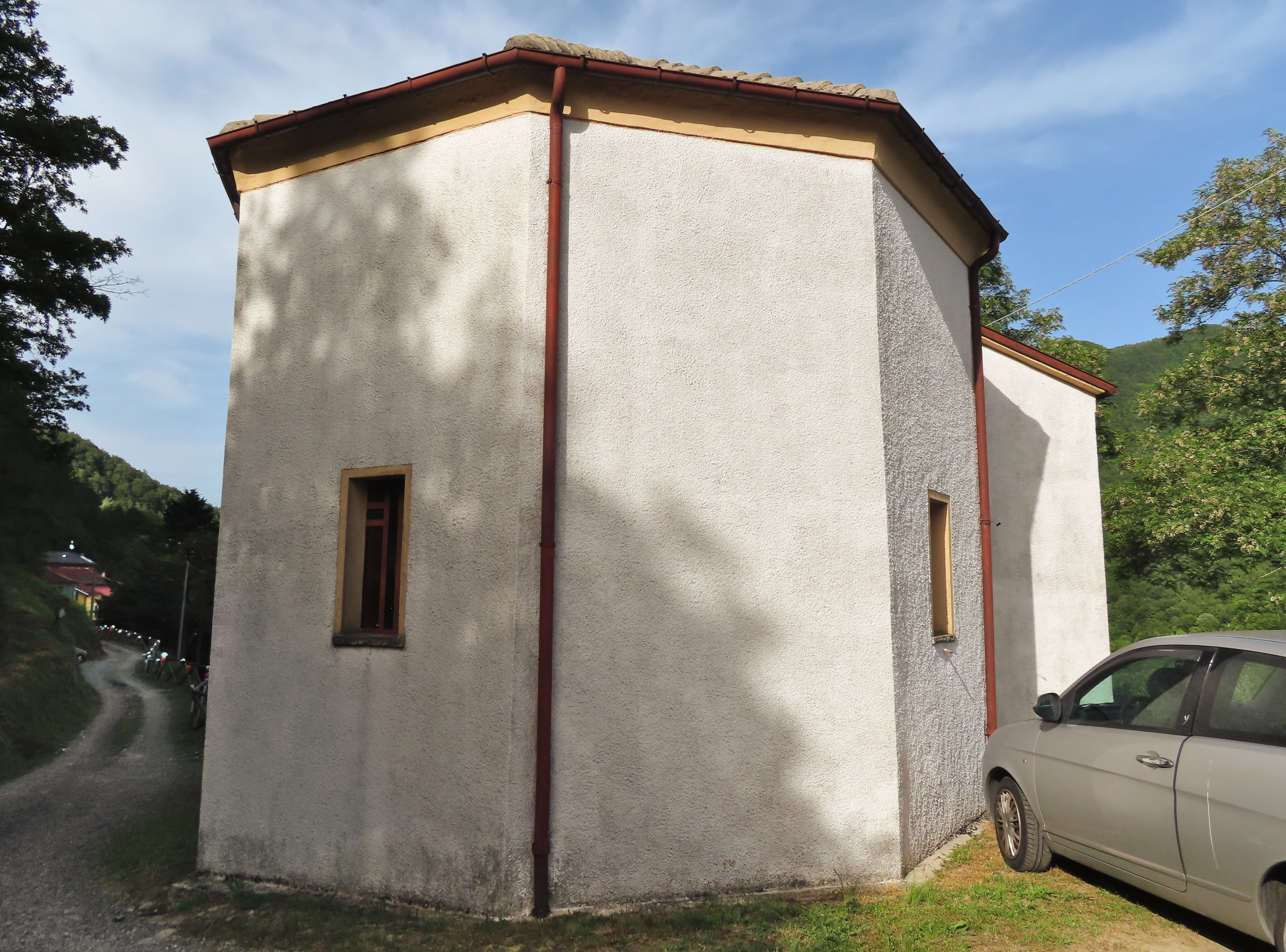
Abside

L'oratorio, collocato su un piccolo pianoro a margine dell'antica mulattiera che taglia il ripido versante sinistro della Val di Taro, si sviluppa su un impianto a navata unica, con ingresso a nord-est e presbiterio absidato a sud-ovest.
La simmetrica facciata a capanna, interamente intonacata, è suddivisa orizzontalmente in due parti da un cornicione in aggetto. Inferiormente si elevano su un basamento quattro lesene coronate da capitelli dorici; al centro è collocato l'ampio portale d'ingresso ad arco ribassato, delimitato da cornice; ai lati si aprono due semplici finestre rettangolari. Superiormente si ergono, in continuità con quelle sottostanti, quattro lesene prive di capitello, che affiancano nel mezzo un rosone. In sommità si eleva il frontone triangolare spezzato. Sullo spigolo sinistro si innalza un piccolo campanile a base quadrata; la cella campanaria si affaccia sui quattro lati attraverso monofore ad arco a tutto sesto; a coronamento si staglia una guglia piramidale a sostegno di una croce metallica.
I fianchi, ciechi, sono scanditi in due parti da una parasta; dal lato sinistro aggetta il piccolo volume della sagrestia.
Sul retro si allunga l'abside a pianta poligonale, illuminata lateralmente da due finestre rettangolari.
All'interno la navata, coperta da una volta a botte, è scandita in due campate da due paraste coronate da capitelli dorici, a sostegno del cornicione perimetrale in aggetto; ai lati si aprono due nicchie, contenenti le statue della Madonna di Lourdes a destra e di San Rocco a sinistra.
Il presbiterio, lievemente sopraelevato, si conclude nell'abside poligonale coperta dal catino; al centro è collocato l'altare maggiore a mensa in pietra di Carniglia; sul fondo nel mezzo si apre una nicchia contenente la statua dell'Addolorata, mentre ai lati si trovano due finestre strombate.